# Elisabeth Nägeli
Pour les articles homonymes, voir Nägeli.
Elisabeth Nägeli, née le 17 juillet 1897 à Winterthour et morte le 11 décembre 1988 dans la même ville, est une juriste et militante des droits des femmes suisse.

## Biographie

### Origines et famille
Elisabeth Nägeli naît le 17 juillet 1897 à Winterthour, dans le canton de Zurich. Elle est originaire de Zurich.
Son père, Hans Nägeli, est fondé de pouvoir ; sa mère est née Adele Heimlicher.
Elle reste célibataire toute sa vie.

### Études et parcours professionnel
Elisabeth Nägeli suit le gymnase à Winterthour, puis fait des études de droit jusqu'à l'obtention d'un doctorat à l'Université de Zurich, et à l'Université de Berne. 
Elle travaille d'abord pour l'Union de banques suisses, puis pour la Coopérative de cautionnement des femmes suisses, fondée en 1928, en grande partie grâce au bénéfice de la première exposition suisse du travail des femmes. De 1935 à 1966, Elisabeth Nägeli dirige le bureau zurichois de la coopérative. Lors de la deuxième exposition suisse du travail des femmes en 1958, elle est responsable du pavillon consacré au thème « les femmes et l'argent » et présidente de la commission des finances.
Elisabeth Nägeli est active dans diverses commissions de l'Alliance de sociétés féminines suisses (ASF). En 1939, elle devient membre de son comité directeur. Elle occupe ensuite le poste de vice-présidente de 1949 à 1961. De 1948 à 1967, elle représente l'ASF au sein de la Commission fédérale de l'AVS. De 1945 à 1948, elle préside en outre le Club suisse des femmes alpinistes.  
En 1958, Elisabeth Nägeli est nommée par le Département fédéral de justice et police (DFJP) à la commission chargée d'étudier la révision du droit de la famille. Cette commission d'étude publie deux rapports, dans lesquels elle propose notamment de supprimer l'organisation hiérarchique de la famille, qui fait du mari le chef de l'union conjugale. En 1966, ces deux rapports font l'objet d'une procédure de consultation, qui montre que le droit de la famille doit être soumis à une révision d'ensemble. Jusqu'en 1975, Elisabeth Nägeli représente l'ASF dans la commission d'experts chargée de cette révision. 
À partir de 1966, elle travaille comme conseillère juridique au Centre de liaison des associations féminines de Winterthour.

### Mort
Elisabeth Nägeli meurt le 11 décembre 1988 à Winterthour, à l'âge de 91 ans.